# Alexandre Elias
Alexandre Figueiredo Elias (Rio de Janeiro, 30 de setembro de 1997) é um jogador de voleibol brasileiro que atua na posição de líbero.

## Carreira

### Clube
Formado nas categorias de base do Fluminense FC, do Rio de Janeiro, o jogador jogou pelo clube no período de 2010 a 2016. Tendo uma breve passagem pelo Botafogo e pelo Minas Tênis Clube na temporada 2015–16.
Em 2016 foi contratado pela equipe do Sesc RJ, sendo sua primeira experiência profissional. Atuando por quatro anos com o time da capital fluminense, conquistou quatro títulos do Campeonato Carioca, a Taça Prata de 2016, o título da Superliga Série B de 2017 e o terceiro lugar na Copa Libertadores 2020.
Em 2020, foi contratado pelo Vedacit Vôlei Guarulhos para a temporada 2020–21, tendo uma excelente passagem pela equipe, sendo chamado inclusive para a seleção brasileira em 2021 para um período de treinamentos. No ano de 2021, assinou com o Vôlei Renata/Campinas por uma temporada. Com o novo clube conquistou o Campeonato Paulista de 2021, o vice-campeonato da Copa Brasil de 2022 e a medalha de bronze no Campeonato Sul-Americano de Clubes de 2022.
Para a temporada 2023–24, Alê foi anunciado como o novo reforço do Sada Cruzeiro Vôlei.

### Seleção
Em 2014 foi convocado para representar a seleção brasileira sub-19 no Campeonato Sul-Americano Sub-19, onde se tornou vice-campeão após perder a final para a seleção da Argentina. No ano seguinte, na mesma categoria, disputou o Campeonato Mundial na Argentina, onde terminou em sexto lugar levando o prêmio de melhor líbero da competição.
Em junho de 2016, conquistou o título do Campeonato Sul-Americano Sub-23, realizado em Cartagena, na Colômbia. Três meses após, com a seleção brasileira sub-21, foi vice-campeão no Campeonato Sul-Americano Sub-21, sendo premiado como melhor líbero da competição.
Em 2017, pela Copa Pan-Americana Sub-21, sagrou-se campeão da competição após vencer por 3 sets a 1 a seleção cubana na final. Em julho do mesmo ano, perdeu a disputa da medalha de bronze para a seleção russa no Campeonato Mundial Sub-21, realizado na República Tcheca.
Em 2022, recebeu a primeira convoção para representar a seleção adulta brasileira na Liga das Nações. No ano seguinte, sob o comando do técnico Carlos Schwanke, conquistou o vice-campeonato da Copa Pan-Americana 2023, realizada no México.

## Títulos
Sesc-RJ
- Superliga - Série B: 2017
- Taça Prata: 2016
- Campeonato Carioca: 2016, 2017, 2018, 2019

Vôlei Campinas
- Campeonato Paulista: 2021, 2022

Cruzeiro Vôlei
- Mundial de Clubes: 2024
- Campeonato Sul-Americano de Clubes: 2024
- Copa Brasil: 2024
- Supercopa Brasileira: 2024
- Campeonato Mineiro: 2023, 2024

Seleção Brasileira
- Campeonato Sul-Americano Sub-23: 2016
- Copa Pan-Americana Sub-21: 2017

## Clubes
| Anos      | Clube                    |
| --------- | ------------------------ |
| 2013–2014 | Fluminense FC            |
| 2014–2015 | Botafogo                 |
| 2014–2015 | Fluminense FC            |
| 2015–2016 | Minas Tênis Clube Sub-21 |
| 2016–2020 | Sesc RJ                  |
| 2020–2021 | Vedacit Vôlei Guarulhos  |
| 2021–2023 | Vôlei Renata/Campinas    |
| 2023–     | Sada Cruzeiro Vôlei      |

## Prêmios individuais
- 2015: Campeonato Mundial – Melhor líbero
- 2016: Campeonato Sul-Americano Sub-21 – Melhor líbero
- 2024: Mundial de Clubes – Melhor líbero